# Lawrence Hertzog
Lawrence Hertzog (ur. 25 czerwca 1951 w Nowym Jorku, zm. 19 kwietnia 2008 w Los Angeles) – producent telewizyjny i scenarzysta pochodzenia amerykańskiego.
Największym dziełem w dorobku producenta jest nakręcony w latach 1995–1996 serial Człowiek, którego nie ma. Hertzog brał również udział przy tworzeniu serialu Nikita.